# 布琼索南
布琼索南（Bhuchung Sonam，1972年—）是一位藏族作家、诗人和编辑，致力于保存和推广藏族文学和文化。

## 生平
1982年冬天，年仅11岁的布琼索南离开西藏中部的家乡，与父亲一起跋涉五天，穿越喜马拉雅山，抵达尼泊尔边境。布琼索南当时并不完全理解离开西藏的原因。抵达尼泊尔后，布琼索南和父亲前往印度的佛教圣地朝圣。之后，父亲返回西藏，布琼索南则留在印度，由家庭朋友照顾。
在异国他乡，他通过写作应对流亡带来的挑战和痛苦。他创作了九本诗集和选集，成为一名知名作家和编辑。他还创立了TibetWrites，一个致力于发表藏人文学作品的出版社和在线平台。

## TibetWrites
创办TibetWrites的想法源于2003年。布琼索南与作家、活动人士丹增尊珠合作，创建了这个平台，致力于发表藏人用英文创作的文学作品。他们希望为藏人作家提供更多发表作品的途径，并塑造藏人文学的声音和情感。
TibetWrites及其出版分支Blackneck出版了包括《破碎的肖像》（Broken Portraits）和《旺都日记》（Wangdu’s Diary）在内的50多部作品。

## 文学贡献
布琼索南致力于将藏文作品翻译成英文，以扩大其影响力。他的译作在意大利获得了奥斯塔纳奖（Ostana Prize），表彰他在保护少数民族语言文学方面的贡献。